# Polypedates braueri
Polypedates braueri es una especie de anfibio anuro de la familia Rhacophoridae.

## Distribución geográfica
Esta especie es endémica de Taiwán.

## Taxonomía
Esta especie ha sido identificada a partir de su sinonimia con Polypedates megacephalus por Kuraishi, Matsui, Ota & Chen en 2011.

## Etimología
Esta especie lleva el nombre en honor a August Brauer.

## Publicación original
- Vogt, 1911 : Beitrag zur Amphibien-fauna der Insel Formosa. Sitzungsberichte der Gesellschaft Naturforschender Freunde zu Berlin, vol. 1911, p. 179-184[3]